# Polygala buxiformis
Polygala buxiformis är en jungfrulinsväxtart som beskrevs av Justus Carl Hasskarl. Polygala buxiformis ingår i släktet jungfrulinssläktet, och familjen jungfrulinsväxter. Inga underarter finns listade i Catalogue of Life.